# THEMIS
La misión Time History of Events and Macroscale Interactions during Substorms (THEMIS) comenzó en febrero de 2007 como una constelación de cinco satélites artificiales de la NASA (THEMIS-A a THEMIS-E) para estudiar las liberaciones de energía de la magnetosfera de la Tierra conocidas como subtormentas, fenómenos magnéticos que intensifican las auroras cerca de los polos de la Tierra. El nombre de la misión es un acrónimo en alusión al Titán Themis.
Tres de los satélites orbitan la Tierra dentro de la magnetosfera, mientras que dos se han movido a la órbita alrededor de la Luna. Esos dos fueron renombrados ARTEMIS por Aceleración, Reconexión, Turbulencia y Electrodinámica de la Interacción de la Luna con el Sol (en inglés  Acceleration, Reconnection, Turbulence and Electrodynamics of the Moon's Interaction with the Sun). THEMIS-B se convirtió en ARTEMIS-P1 y THEMIS-C se convirtió en ARTEMIS-P2. ARTEMIS-P1 y -P2 juntos comprenden la misión THEMIS-ARTEMIS.
Los satélites THEMIS se lanzaron el 17 de febrero de 2007 desde SLC-17B a bordo de un vehículo de lanzamiento Delta II. Cada satélite lleva cinco instrumentos idénticos, incluido un magnetómetro de compuerta de flujo (FGM), un analizador electrostático (ESA), un telescopio de estado sólido (SST), un magnetómetro de bobina de búsqueda (SCM) y un instrumento de campo eléctrico (EFI). Cada sonda tiene una masa de 126 kg (278 lb), incluidos 49 kg (108 lb) de combustible de hidracina.
Se puede acceder a los datos de THEMIS utilizando el software SPEDAS. Canadá, Austria, Alemania y Francia también contribuyeron a la misión.